# Taiwanemobius ryukyuensis
Taiwanemobius ryukyuensis is een rechtvleugelig insect uit de familie krekels (Gryllidae). De wetenschappelijke naam van deze soort is voor het eerst geldig gepubliceerd in 1997 door Oshiro & Ichikawa.